# 长叶毛茛
长叶毛茛（学名：Ranunculus lingua），为毛茛科毛茛属下的一个植物种。